# Sviluppo cognitivo
Lo sviluppo cognitivo è un campo di studio delle neuroscienze e della psicologia incentrato sullo sviluppo di un bambino in termini di elaborazione delle informazioni, risorse concettuali, abilità di percezione, apprendimento delle lingue ed altri aspetti del cervello adulto sviluppato e della psicologia cognitiva. Sono riconoscibili differenze qualitative tra il modo in cui un bambino elabora la propria esperienza di veglia rispetto al modo in cui lo fa un adulto (si pensi alla permanenza dell'oggetto, la comprensione delle relazioni logiche e il rapporto causa-effetto nei bambini in età scolare). Lo sviluppo cognitivo si definisce come l'emergere della capacità di conoscere consapevolmente, comprendere e articolare la propria comprensione in modo adulto. Lo sviluppo cognitivo rappresenta la modalità con cui una persona percepisce, pensa epp arriva a comprendere il proprio mondo attraverso le relazioni tra fattori genetici e l'apprendimento.
Gli stadi dello sviluppo cognitivo delle informazioni sono quattro: ragionamento, intelligenza, linguaggio, memoria. Questo processo inizia quando il bambino ha circa 18 mesi e gioca con i giocattoli, ascolta i propri genitori parlare o guarda la tv. Tutto ciò che cattura la sua attenzione aiuta a costruire il suo sviluppo cognitivo.
Jean Piaget è stato un luminare in questo campo, formalizzando la sua "teoria dello sviluppo cognitivo". Piaget ha proposto quattro stadi dello sviluppo cognitivo: il periodo sensomotorio, preoperativo, operativo concreto e di operativo formale. Sebbene, molte delle affermazioni teoriche di Piaget non siano più considerate valide, la sua descrizione dei cambiamenti principali dovuti all'età nella cognizione è generalmente accettata ancora oggi (ad esempio, come la percezione precoce si muova dalla dipendenza da azioni esterne concrete e successivamente, venga acquisita una comprensione astratta degli aspetti osservabili della realtà per poi sfociare nella scoperta di regole e principi astratti sottostanti, evento che di solito inizia con l'adolescenza)
Nel tempo, sono stati proposti modelli alternativi, tra cui la teoria dell'elaborazione dell'informazione, teorie neo-piagetiane dello sviluppo cognitivo, che mirano a integrare le idee di Piaget con modelli e concetti più recenti derivanti dalle scienze cognitive e dello sviluppo, dalle neuroscienze cognitive teoriche e da approcci sociali-costruttivisti. Un altro modello simile di sviluppo cognitivo è la teoria dei sistemi ecologici di Bronfenbrenner. Una delle principali controversie nello sviluppo cognitivo è stata "natura contro nutrimento", ovvero la questione relativa al fatto se lo sviluppo cognitivo sia per la gran parte determinato dalle qualità innate di un individuo o dalle sue esperienze personali acquisite (dibattito nature vs. nurture, nella terminologia anglosassone). Sebbene, sia tuttora riconosciuto dalla maggior parte degli esperti che questa è una falsa dicotomia, ci sono prove evidenti, derivanti dagli studi di scienze biologiche e comportamentali, che dai primi punti dello sviluppo, l'attività genica interagisce con eventi ed esperienze nell'ambiente.

## Origini storiche: la storia e la teoria dello sviluppo cognitivo
Il nome di Jean Piaget è comunque legato allo sviluppo cognitivo poiché è stato il primo a studiarne sistematicamente i processi di sviluppo. Nonostante questo, Piaget non è stato il primo a formulare una teoria dello sviluppo cognitivo. Vale la pena menzionare alcuni importanti contributori nella seguente tabella, che vuole essere un elenco di ricercatori che hanno studiato i processi di acquisizione di modalità più complesse di sviluppo cognitivo nel corso della vita:
| Studioso              | Data di nascita / morte | Contributo allo sviluppo cognitivo |
| --------------------- | ----------------------- | --- |
| Jean-Jacques Rousseau | 1712–1778               | Ha scritto Emile, oppure On Education nel 1762. Descrisse lo sviluppo dell'infanzia in tre fasi. Nella prima fase, fino all'età di 12 anni, il bambino è guidato dalle proprie emozioni e dai propri impulsi. Nella seconda fase, dai 12 ai 16 anni, la ragione del bambino inizia a svilupparsi. Nella terza e ultima fase, dai 16 anni in su, il bambino diventa adulto. |
| James Sully           | 1842-1923               | Ha scritto diversi libri sullo sviluppo dell'infanzia, tra cui Studio sull'infanzia e La via dei bambini. Utilizzò con i bambini, un metodo di studio osservazionale dettagliato. La ricerca contemporanea sullo sviluppo del bambino ripete ancora oggi osservazioni e metodi di osservazione, riassunti da Sully nel suo Studio sull'infanzia, come la tecnica dello specchio. |
| Sigmund Freud         | 1856-1939               | Sviluppò una teoria dello sviluppo psicosessuale che indica che i bambini devono passare attraverso diversi stadi nello sviluppare le loro capacità cognitive. |
| Lev Vygotsky          | 1896-1934               | Specializzato nella psicologia dello sviluppo, diede il suo contributo principale con la definizione della "zona di sviluppo prossimale " (ZPD). Questo concetto controverso afferma che il gioco dovrebbe essere l'attività principale dei bambini in quanto questa è la loro principale fonte di sviluppo in termini di sviluppo emotivo, volitivo e cognitivo. La ZPD è considerata il collegamento tra l'apprendimento dei bambini e lo sviluppo cognitivo. |
| Maria Montessori      | 1870–1952               | Ha iniziato la sua carriera lavorando con bambini mentalmente disabili nel 1897, conducendo osservazioni e ricerche sperimentali nelle scuole elementari. Ha scritto il libro La scoperta del bambino. Studiò i quattro piani di sviluppo: nascita – 6 anni, 6–12 anni, 12–18 anni e 18–24 anni. Il metodo Montessori ha ora tre gruppi di età significativi dal punto di vista dello sviluppo: 2–2,5 anni, 2,5–6 anni e 6–12 anni. Ha lavorato anche sul comportamento umano nei bambini di età superiore ma per questi lavori sono disponibili solo alcune dispense sull'argomento.                        |
| Arnold Gesell         | 1880-1961               | Creatore della Teoria maturativa dello sviluppo, Gesell affermò che lo sviluppo avviene a causa di caratteristiche ereditarie biologiche come la genetica e che i bambini raggiungono le pietre miliari dello sviluppo quando saranno pronti a farlo in una sequenza prevedibile. A causa della sua teoria dello sviluppo, ha ideato una scala evolutiva che viene utilizzata oggi chiamata Gesell Developmental Schedule (GDS) che fornisce a genitori, insegnanti, medici e altre persone pertinenti una panoramica di dove un neonato o un bambino si posiziona all'interno dello spettro dello sviluppo. |
| Jean Piaget           | 1896-1980               | Piaget è stato il primo psicologo e filosofo a etichettare questo tipo di studio come "sviluppo cognitivo". Altri ricercatori, in più discipline, avevano già studiato lo sviluppo nei bambini, ma Piaget fu il primo a chiamarlo sviluppo cognitivo ed a proporre un lavoro sistematico dello sviluppo cognitivo. Il suo contributo principale fu la Teoria deli stadi di sviluppo cognitivo del bambino. Pubblicò i suoi studi osservazionali sulla cognizione nei bambini e creò una serie di semplici test per rivelare diverse abilità cognitive nei bambini.                                           |
| Erik Erikson          | 1902-1994               | Erik Erikson, un neo-freudiano, si concentrò su come i bambini sviluppano la personalità e l'identità. Sebbene fosse contemporaneo di Freud, Erikson pose maggiore attenzione alle esperienze sociali che si verificano nel corso di tutta la vita dell'individuo e non solo a quelle infantili. Tutte le esperienze contribuiscono al modo in cui emergono personalità e identità. La sua teoria utilizza otto fasi sistematiche che tutti i bambini devono attraversare. |
| Urie Bronfenbrenner   | 1917–2005               | Bronfenbrenner ideò la Teoria dei sistemi ecologici che identifica i vari livelli dell'ambiente di un bambino. L'obiettivo principale di questa teoria è quello di osservare la qualità ed il contesto dell'ambiente in cui si trova un bambino. Bronfenbrenner suggerisce che man mano che i bambini crescono, la loro interazione tra i vari livelli del loro ambiente diventa più complessa a causa dell'espansione delle capacità cognitive. |
| Lawrence Kohlberg     | 1927–1987               | Scrisse la teoria delle fasi dello sviluppo morale, che estese le scoperte di Piaget sullo sviluppo cognitivo dimostrando che questo sviluppo continua tutta la vita. Le sei fasi di Kohlberg seguono i requisiti costruttivisti di Piaget in quanto quelle fasi non possono essere saltate ed è molto raro regredire a fasi precedenti. Opere degne di nota: Fasi morali e moralizzazione: l'approccio allo sviluppo cognitivo (1976) e Saggi sullo sviluppo morale (1981) |

## Inizio
Nello sviluppo cognitivo, la questione essenziale nell'inizio della cognizione è il modo in cui il sistema nervoso afferra la percezione e modella l'intenzionalità nella fase sensomotoria (o prima) quando gli organismi dimostrano solo riflessi semplici. Il significato di questa conoscenza è che la modalità di conoscenza nella fase senza comunicazione e pensiero astratto, essendo un prerequisito della formazione della realtà sociale, determina lo sviluppo di tutto, dalle interazioni cooperative e assimilazione della conoscenza all'identità morale e all'evoluzione culturale che fornisce la costruzione società. La discussione accademica contemporanea su una controversia sullo sviluppo cognitivo (se lo sviluppo cognitivo sia determinato principalmente dalle qualità innate di un individuo o dalle esperienze personali) è ancora in corso.
Molti scienziati influenti sostengono che il codice genetico non è altro che una regola di specificità causale basata sul fatto che le cellule utilizzano gli acidi nucleici come modelli per la struttura primaria delle proteine. Tuttavia, è inaccettabile affermare che il DNA contenga l'informazione per il disegno fenotipico. L’approccio epigenetico allo sviluppo psicologico umano – secondo cui gli effetti fenotipici a cascata non sono codificati direttamente nei geni – contrasta nettamente con molti approcci cosiddetti nativisti. Il fatto che l'attività genetica interagisca con eventi ed esperienze nell'ambiente potrebbe non spiegare completamente la complessità integrativa dello sviluppo intenzionalità-percezione per l'inizio dello sviluppo cognitivo. Al giorno d'oggi, l'ipotesi dell'intenzionalità condivisa è l'unica che tenta di spiegare i processi neurofisiologici all'inizio dello sviluppo cognitivo a diversi livelli di interazione, dalle dinamiche interpersonali alle interazioni neuronali. Risolve anche i problemi sopra menzionati. Il professore di psicologia Michael Tomasello ha ipotizzato che i legami sociali tra bambini e caregiver sarebbero gradualmente aumentati attraverso la forza motrice essenziale dell'intenzionalità condivisa a partire dalla nascita. La nozione di intenzionalità condivisa, introdotta da Michael Tomasello, è stata sviluppata dal professore lettone Igor Val Danilov, espandendola al periodo intrauterino. L'approccio dell'intenzionalità condivisa sottolinea inoltre che "una sensibilità innata a specifici modelli di informazione" è il risultato dell'intenzionalità condivisa con i caregiver, che ovviamente hanno partecipato agli esperimenti.

## Neuroscienza
Durante lo sviluppo, soprattutto nei primi anni di vita, i bambini mostrano modelli interessanti di sviluppo neurale e un alto grado di neuroplasticità. La neuroplasticità, come spiegato dall'Organizzazione mondiale della sanità, può essere riassunta in tre punti.
1. Qualsiasi meccanismo adattativo utilizzato dal sistema nervoso per riparare se stesso dopo una ferita.
2. Qualsiasi mezzo con il quale il sistema nervoso può riparare singolarmente i circuiti centrali danneggiati.
3. Qualsiasi mezzo con cui la capacità del sistema nervoso centrale può adattarsi a nuove condizioni fisiologiche e all'ambiente.

La relazione tra sviluppo cerebrale e sviluppo cognitivo è estremamente complessa e, dagli anni '90, è stata un'area di ricerca in crescita.
Anche lo sviluppo cognitivo e lo sviluppo motorio possono essere strettamente correlati. In corrispondenza di un disturbo nello sviluppo neurologico che condiziona lo sviluppo cognitivo di una persona, si assiste anche ad un effetto negativo sullo sviluppo motorio. Si è dimostrato che il cervelletto, che è la parte del cervello preposta alle capacità motorie, ha un'importanza significativa nelle funzioni cognitive esattamente come la corteccia prefrontale ha compiti importanti non solo nelle capacità cognitive ma anche nello sviluppo delle capacità motorie. A supporto di ciò, vi sono prove di una stretta co-attivazione del neocerebellum (parte del cervelletto che compare in una fase avanzata delle filogenesi) e della corteccia prefrontale dorsolaterale nel neuroimaging funzionale in caso di anomalie dovute ad un disturbo dello sviluppo osservato sia nel cervelletto che nella corteccia prefrontale. La stretta interrelazione tra sviluppo motorio e sviluppo cognitivo è tale che non possono operare nella loro piena capacità quando uno di loro è compromesso o ritardato.